# Lindau (Bodensee) járás
Lindau (Bodensee) járás egy járás Bajorországban. Lindau (Bodensee) járás Oberallgäu, Boden-tói, Ravensburg, Bregenzi, Sonthofen és Kempten járásokkal határos. Lakosainak száma 69 522 fő (1987. május 25.).

## Népesség
A járás népessége az elmúlt években az alábbi módon változott:
| Lakosok száma | 68 803 | 69 522 | 78 641 | 78 939 | 79 387 | 80 429 | 80 961 | 81 148 | 81 669 |
|               | 1970   | 1987   | 2012   | 2013   | 2014   | 2015   | 2016   | 2017   | 2019   |